# Irina Turova
Irina Robertovna Tourova-Botchkariova (en russe : Ирина Робертовна Турова-Бочкарёва, née le 14 mai 1935 à Leningrad et morte le 8 février 2012 à Moscou) est une athlète soviétique spécialiste du 100 mètres et du 200 mètres.

## Carrière
Irina Turova-Botchariova est née le 14 mai 1935 à Leningrad dans une famille d'athlètes. À l'âge de 16 ans, elle est lauréate du championnat de l'Union soviétique, à 18 ans, elle est championne nationale et à 19 ans, elle est championne d'Europe.
Aux Jeux olympiques de Helsinki en 1952, elle termine 4e sur 4 × 100 m avec l'URSS,. Aux championnats d'Europe de Berne en 1954, elle s'impose sur 100 m en 11 s 8 et termine deuxième du 200 m, battue par Maria Itkina, avant de prendre une nouvelle médaille d'or sur 4 × 100 m.

### Palmarès
| Date | Compétition           | Lieu     | Résultat | Épreuve    | Performance |
| ---- | --------------------- | -------- | -------- | ---------- | ----------- |
| 1952 | Jeux olympiques d'été | Helsinki | 4e       | 4 × 100 m  | 46 s 3      |
| 1954 | Championnats d'Europe | Berne    | 1er      | 100 m      | 11 s 8      |
| 1954 | Championnats d'Europe | Berne    | 1er      | 200 mètres | 24 s 4      |
| 1954 | Championnats d'Europe | Berne    | 1er      | 4 × 100 m  | 45 s 8      |

### Records
| Épreuve | Performance | Lieu | Date |
| ------- | ----------- | ---- | ---- |
| 100 m   | 11 s 6      |      | 1954 |